# Chevrolet Bonanza
A Bonanza é um utilitário esportivo de grande porte da Chevrolet derivado das picapes da Série 20, basicamente uma versão mais curta da Veraneio, com apenas duas portas, baseada na ideia da picape feita pela Brasinca, a Passo Fino, construída com os chassis da C20/A20.

## História
A Chevrolet resolveu fazer a sua própria, surgiu então a Bonanza, baseada nas picapes da Série 20 (A20,C20,D20), com o chassi encurtado em 20 cm oriundo dessas picapes, com duas portas, um  design popular nos EUA.
Teve uma vida curta no Brasil, sendo fabricada desde 1989 como modelo 1990 e permaneceu em produção ate 1994, com 4 mil unidades fabricadas, hoje sendo placa preta.
Os motores a gasolina e álcool eram os mesmos do Opala, enquanto os motores a diesel eram Perkins de 3,9 litros, entretanto esse motor foi usado de 1984 até 1991. Posteriormente, foi adotada a linha de motores Maxion S4, nas versões aspirada e turbo alimentada, com quatro litros.
Muito embora o termo utilitário esportivo seja utilizado, a denominação correta para a carroceria da Chevrolet Bonanza é "camioneta", sendo que "caminhonete" refere-se a um pequeno caminhão (picape).